# Ben 10-Generator Rex: Heroes United
"Ben 10/Generator Rex: Heroes United" (en Hispanoamérica "Ben 10/Generador Rex: Héroes Unidos") es un episodio especial tipo Crossover ficcional que junta las dos más exitosas series creadas por el grupo Man of Action, Ben 10: Supremacía Alienígena y Generator Rex. El especial fue un episodio extendido de Generador Rex y se estrenó el 25 de noviembre de 2011 en EE. UU. En España fue estrenado el 24 de junio de 2012 en el canal Boing.

## Argumento
La historia comienza con un portal misterioso abriéndose en el cielo de Nueva York. Mientras tanto, Rex estaba combatiendo contra el Agente Seis mientras meditaba sobre su necesidad de un tema (y brevemente hace una parodia del tema original de Ben 10) antes de recibir la alerta sobre el portal. Providencia aparece en la situación para detener el portal, pero no logran hacer nada antes de que llegue Rex junto con Seis y Bobo. Holiday entonces les muestra un análisis que algo está a punto de salir del portal, y Rex, en modo de ataque se encuentra cara a cara con Humungosaurio (Ben 10: Supremacía Alienígena) y los dos comienzan a pelear hacia afuera en el Parque Central. Durante la pelea una criatura extraña metálica también aparece y se adentra en la ciudad, con Bobo y Seis en camino, mientras que Rex continúa peleando con Humungosaurio, quién, cuando Rex intentaba curarlo (creyendo que era un E.V.O. atacándolo desde un principio), se transforma en Diamante, ante el asombro de Rex. Rex está también preocupado por el hecho de que sus habilidades para curar no tiene ningún efecto en su oponente. Mientras tanto, Seis se dedica a la criatura y se las arregla para cortar un trozo, que es llevado por el hermano de Rex, César. Rex y Diamante terminan peleando en el Puente de Brooklyn, donde este último se transforma en Lodestar, para controlar sus metáles (Tecno-Espada), pero Rex responde con Tecno-cañón, sabiendo que no puede controlar el pavimento, pero antes de que la lucha continúe, cuando Lodestar se estrella en los tejados, los cuales sostienen uno de los carteles de providencia, el cual cae, y fuerza a los dos a dejar de pelear, con Lodestar convirtiéndose en Rath para salvar a la periodista, Diane Farah, mientras que Rex sostiene el cartel. Ahún así, cuando la periodista le pregunta a Rath quien era, Rath se queda atónito, Rex literalmente aplasta a Rath con Tecno-botas y vuelve a intentar curarlo con sus nanites, sólo para que Rath se canse de que Rex quiera que sea humano, por lo cual cambie a su forma verdadera, Ben Tennyson, haciéndolo, viendo que Rex era bueno al salvar a la gente del cartel. Ben se sorprende de nuevo al ver que nadie sabe sobre él. En ese momento, Seis aparece con la criatura, que se auto-destruye y lo deja en coma; dejando Rex mortificado y enfurecido con Ben, creyendo que él era el responsable.
En el escondite, Holiday, explica que la criatura era nanite en su origen, pero de alguna manera completamente diferente a un EVO, pero Blanco señala que al explotár, una bola nanite se disparó en el cielo. Ben, que parece estar contenido por Rex, Holliday analiza a Ben y descubbre que apenas tiene menos de un centenar de nanites, mientras que Ben relata que estaba en una entrevista, pero se abrió un hoyo inter-dimensional, y (al igual que en la dimensión de Rex), acudió sin Gwen o Kevin para saber qué hacer, pero al entrar al portal, al perecer entró en el proyector (o como en este especial le dicen el vacío), pero se encontró con la criatura metálica que enfrentó Seis después, y terminó en la realidad Generador Rex, (significando que Ben ahora es la segunda persona libre de nanites además de Blanco) y Ben conclute que el y Rex víven en mundos paralelos, sin embargo, Rex y providencia no le creen, mientras que Holiday cree que los mundos alternos son teoría, y todos prefieren mantenerlo, pero Ben prefiere escapar como Frío después de no poder ganarse la confianza del grupo, y se va volando con Rex persiguiéndolo con Tecno-Alas, a lo que Blanco comenta: Odio a los jóvenes. En su persecución los dos pelean, mientras que son seguidos por la bola extraña de energía roja nanite. Después de visitar la zona en donde Bellwood debería estar, y viendo que él mismo, Gwen, Max y Kevin no existen en este mundo, ni Mr. Smoothy (ya que en su lugar hay un puesto de Hamburgesas), Ben finalmente concluye su teoría, Rex, sintiéndose mal por Ben, le propone una tregua. César aparece y aparentemente se prepara para atacar a los dos con una pistola de rayos, que estaba destinada en realidad a la bola de energía, que se revela como el nanite Alpha, una creación de César.
Después de escapar de la criatura, César explica que creó a Alpha antes del evento nanite, y que científicos tenían dos teorías:
1. Que los nanites podían ser controlados.
2. que los nanites podrían controlarse solos.

César creía que en lo segundo, y desarrolló a Alpha, pero se volvió inestable ya que desarrolló sensibilidad, obligando a César a desterrarlo a otra dimensión. Ben conjetura que pudo haber sido El Vacío, donde terminó, y que Alpha debe haber absorbido la vida alienígena para desarrollar su forma actual, y que al parecer, cuando Ben lo encontró, lo atrajo el Ultimátrix (Omnitrix), el cual lo influyo a conocer el reloj (y Rex se burla diciendo que entonces sus gafas se las dio un duende) César explica que la pistola de rayos dañada era para detener a Alpha (un proyector para el vacío en la realidad Ben 10), quien los sorprende y ataca y destruye su laboratorio volador. Ben salva a Rex al convertirse en Cannonbolt, mientras quer César abandona a Rex, mientras que él se desconcierta y le confiesa a Ben que amaneció estupendo, pero con todo lo que pasó, no se siente bien, así que Holiday informa que el portal se cierra, ya que Providencia ya sabe como cerrarlo, y Rex tiene que llevar a Ben a New York, si quería volver a ver su mundo, sin embargo, él se rehúsa, ya que quiere ayudar a Rex de Alfa, aunque ese no sea su mundo ; y los dos regresan a la base, cuando Alfa invade para absorber los nanites de los EVOS, con la esperanza de ganar el control de Rex, ya que sabe que él tiene la clave para la obtención de la perfección. Ben y Rex finalmente logran sacar a Alpha, y luego, lentamente, comienzan a vincularse, después de compartir sus orígenes en un pequeño juego de baloncesto.
Blanco revela entonces que Alpha ha ido a El Tarro de Bichos, que es la segunda concentración más grande de nanites activos en el planeta después del Evento Nanite, sin embargo, Ben y Rex por error intercambian chaquetas y se quejan diciendo:
Ben: ¿Por qué mi chaqueta huele a bananas?
Rex: Y la mía aprieta!
Bobo: ¿Ustedes dos son nuestra esperanza? ¡ESTAMOS MUERTOS!
Ben, Rex y Blanco llegan, sólo para encontrar que es demasiado tarde para evitar que Alfa absorba los nanites de todos los EVOS que estaban en el tarro de bichos para convertirse en un gigante colosal, que comenzó a atacar a los tres. Después de una intensa batalla, Alpha comienza a atacar a Rex con el fin de tomar el control de su nanite Omega. Durante la batalla, Ben pierde temporalmente sus poderes cuando Alfa controla el Ultimatrix a través de los nanites inactivos que Ben absorbió previamente a fin de crear su propia versión corrupta que permite a Alfa asumir versiones alimentadas de nanites de Fuego, Cuatrobrazos y Humungosaurio, y Rex intenta vencer a Alfa-Alien, pero se da cuenyta de que quiere ir con Ben, y Alfa le explica que ahora que encontró un nuevo residente de otra máquina, y que quiere no solo el poder de Rex, si no que el de toda máquina, incluyendo de otras dimensiones, como el Ultimatrix. Tras una dura batalla, Ben no sabe que hacer, y el poder del reloj vuelve, pero se transforma en Socksquach y a la primera que descubre su poder (el cual es eléctrico), le dispara a un Cuarto-Brazos Negativo, pero el reloj se queda sin poder, ya que seguía hackeado (razón por la cual recibió a Socksquach. Rex es capaz de desactivar el poder de imitación de Alpha del Ultimatrix (ya que el Ultimatrix original, Rex no lo podría controlar, ya que sus circuitos están escritos en idioma alien, y los nanites no entenderían su lenguague por su programación, razón por la cual al principio Rex les ordenó regresar a la normalidad a Hunmungosaurio, pero no pudieron cumplir la orden por primera vez, y luego, los nanites de Alfa, Rex los controló, ya que tradujeron el idioma alien a humano.) pero es atrapado por su enemigo y le roba su nanite Omega, lo que hace que Alpha se transforme en un colosal cangrejo-centauro- que se hace llamar Alfa-Omega; el principio y el fin.
A medida que el ahora casi imparable Alfa-Omega alborota a través del Tarro de Bichos, absorbiendo las estructuras en ruinas con el fin de crear nuevos nanites para sí mismo, Rex tiene dudas acerca de sí mismo, y está muy desanimado para seguir luchando, ahora que la mayoría de sus máquinas se han ido, Seis está inconsciente, y el mundo perdido. Sin embargo, a Ben se le ocurre un plan, y se transforma en Ultra-T y se fusiona con Rex, creando a Ultra-Rex (creando así nanites mejorados por tecnología alienígena y el Nanite-Ultra. El dúo luego ataca a Alfa-Omega, creando mejoras de las máquinas originales de Rex, como
Tecno-Brazos=Ultra-Brazos (iguales, pero con unos picos agujeradores y el doble de fuertes y grandes).
Tecno-Cañón=Ultra Cañón: Toman tierra, y de alguna forma se vuelve 6 misiles.
Tecno-Moto/Auto=Ultra-Nave: Se convierte en una nave muy potente que es capaz de correr a una Velocidad de la Luz.
Tecno-Alas=Ultra-Jet´s: Son turbinas de un Jet, y sus bolas que caen son misiles.
Tecno-Espada=Ultra espada láser: Una espada hecha de láser verde que detruye basada al parecer en las espadas de luz de Star Wars
Un nuevo traje de Ultra-T, con el adentro remplazando la ropa quemada de Rex durante la batalla con Fuego-Negativo, con el Ultimarix en el pecho.
Sin embargo, Alfa-Omega es capaz de regenerarse , gracias al Omega, y golpea tan duro, que la fusión de desune, así que Ben se conviete en Cannonbolt, y Rex lo lanza para agugerar a Alfa-Omega, y apuntar directamente hacia el Omega, y así Alfa-Omega se debilita ya que el Omega comenzó a dejar de funcionar, lo suficiente como para que Rex condense finalmente a Alpha en una esfera de materia que pesa varias toneladas. Mientras esto ocurría, César aparece y extrae el nanite Omega. Intentando deshacerse de Alpha, César abre una grieta para Ben, que se transforma en Upchuck y se traga el condensado Alpha mientras va al Vacío y a su versión de la Tierra, no sin antes despedirse de Rex por última vez, quien se sorprende de ver como Upchuck se lo come, y luego suelta a Alfa en las profundidades del Vacío.
En el epílogo, Rex está encantado de que Seis se ha recuperado, y se pregunta si alguna vez volverá a ver a Ben de nuevo. Seis sugiere que posiblemente, el destino había ordenado para que ellos se reunieran una vez, pero quien sabe, que si tal vez se vean más pronto de lo que se cree. César aparece y reinyecta el nanite Omega en Rex, que teme que en realidad puede ser Alpha, aunque César le asegura que existe la posibilidad de 99.9% que es Omega. Por último, en las profundidades del Vacío, Alpha comienza a moverse dentro de su prisión de materia, brillando y rompiéndose como si fuera a escapar.

## Alien Inventado
Shocksquatch es un alien inventado por Chris Graham porque Dwayne McDuffie no lo puso en la serie de Ben 10: Supremacía Alienígena y saldrá en la serie Ben 10: Omniverse.

## T.G.I.S.
Es el segundo crossover, pero esta vez es entre Ben 10 y Los Sábados Secretos. El episodio dura media hora y pertenece a Ben 10: Omniverse.